# Nigéria zászlaja
Nigéria zászlaja Nigéria egyik nemzeti jelképe. Két színből, a zöldből és a fehérből áll. A zászló három függőleges sávból áll, a két szélén a zöld sávok vannak, középen a fehér. A zöld szín Nigéria zöldellő földjét, valamint a mezőgazdaságot jelképezi. A fehér a béke és az egység színe.
A zászlót Michael Taiwo Akinkunmi tervezte, és hivatalosan 1960. október 1-jén éjfélkor, az ország függetlenné válásának napján fogadták el. A zászlót a kormány által kiírt országos nyílt verseny keretében választották ki, és Akinkunmi tervét választották ki győztesnek a több mint háromezer pályamű közül.
A zászlót először David Ejoor hadnagy, a nemzeti hadsereg őrségének hadnagya vonta fel ünnepélyes keretek között.

## Történet és tervezés
Nigéria Brit Birodalomtól való függetlenné válásának előkészítéseként 1958-ban nemzeti tervezőbizottságot hoztak létre, amely versenyt írt ki a nemzeti zászló kiválasztására. 1959-ben közel 3000 pályázat közül Michael Taiwo Akinkunmi nyerte meg a versenyt, három egyenlő sávból álló zöld-fehér-zöld színű, a középső fehér csíkon vörös napot ábrázoló zászlót választottak. Az elfogadást követően a bizottság eltávolította a vörös napot. Az elfogadott zászló most egy három függőleges sávból állt zöld-fehér-zöld; a zöld a mezőgazdaságot, a fehér az egységet és a békét jelképezi. 1960. október 1-jén a mai zászló lett a független Nigéria első hivatalos zászlaja, amelyet először David Ejoor hadnagy vont fel ünnepélyes keretek között.

A Nigériai protektorátus zászlaja (1914-1952)
Akinkunmi eredeti tervezete.
A végső változat.

## Korábbi hivatalos, valamint egyéb változatok
A 17. század végén a mai Nigéria területén számos különböző népcsoport élt, melyeknek nem voltak nemzeti jelképeik. 1914-ben, a Dél-Nigériai Protektorátus és az Észak-Nigériai Protektorátus egyesítése után Lord Lugard egy brit kék színű zászlót választott a nigériai protektorátus zászlajának egy zöld hexagrammal (egyesek csak "cionista dávid csillagnak" nevezték) a csillag közepén a királyi korona, a korona alatt kicsi, fehér latin betűkkel a „Nigeria” szó szerepelt. A hexagram körül vörös korong volt látható.
Nigéria elnökének zászlaja 1960-tól vörös mezőben egy nagy zöld pajzsot ábrázolt, középen fehér szalaggal. Ezen kívül egy fekete pajzsot is tartalmaz egy hullámos szélű „Y”-vel - amely a Niger és a Benue folyók összefolyását jelképezi. Három fekete tekercs van, amelyeken arany betűkkel az „Elnök”, „Szövetségi Köztársaság”, „Nigéria” felirat olvasható. Ezt később megváltoztatták, a középső zöld sávba Nigéria címere került; ez egyben az állami zászló is.